# Gmina Orange (hrabstwo Clinton)

Położenie Gminy Orange w hrabstwie Clinton

Gmina Orange (ang. Orange Township) – gmina w USA, w stanie Iowa, w hrabstwie Clinton. Według danych z 2000 roku gmina miała 1253 mieszkańców, a jej powierzchnia wynosi 76,47 km².